# پرسکات (ویسکانسین)
پرسکات، ویسکانسین  (به انگلیسی: Prescott) شهری در شهرستان پرایس ایالت ویسکانسین است که در سال ۱۸۵۷ بنیان‌گذاری شده‌است. این شهر طبق سرشماری سال ۲۰۱۰ میلادی ۴٬۲۵۸ نفر جمعیت داشته‌است.